# Barāftāb-e Beygī
Barāftāb-e Beygī (persiska: برآفتاب بگی, Barāftāb-e Bī, Barāftāb-e Bagī, برآفتاب بیگی) är en ort i Iran.   Den ligger i provinsen Ilam, i den västra delen av landet, 500 km sydväst om huvudstaden Teheran. Barāftāb-e Beygī ligger 943 meter över havet och antalet invånare är 524.
Terrängen runt Barāftāb-e Beygī är huvudsakligen kuperad, men söderut är den bergig. Runt Barāftāb-e Beygī är det ganska glesbefolkat, med 48 invånare per kvadratkilometer. Närmaste större samhälle är Lūmār, 12,7 km sydväst om Barāftāb-e Beygī. Omgivningarna runt Barāftāb-e Beygī är i huvudsak ett öppet busklandskap.